# Bãi đậu xe nhiều tầng

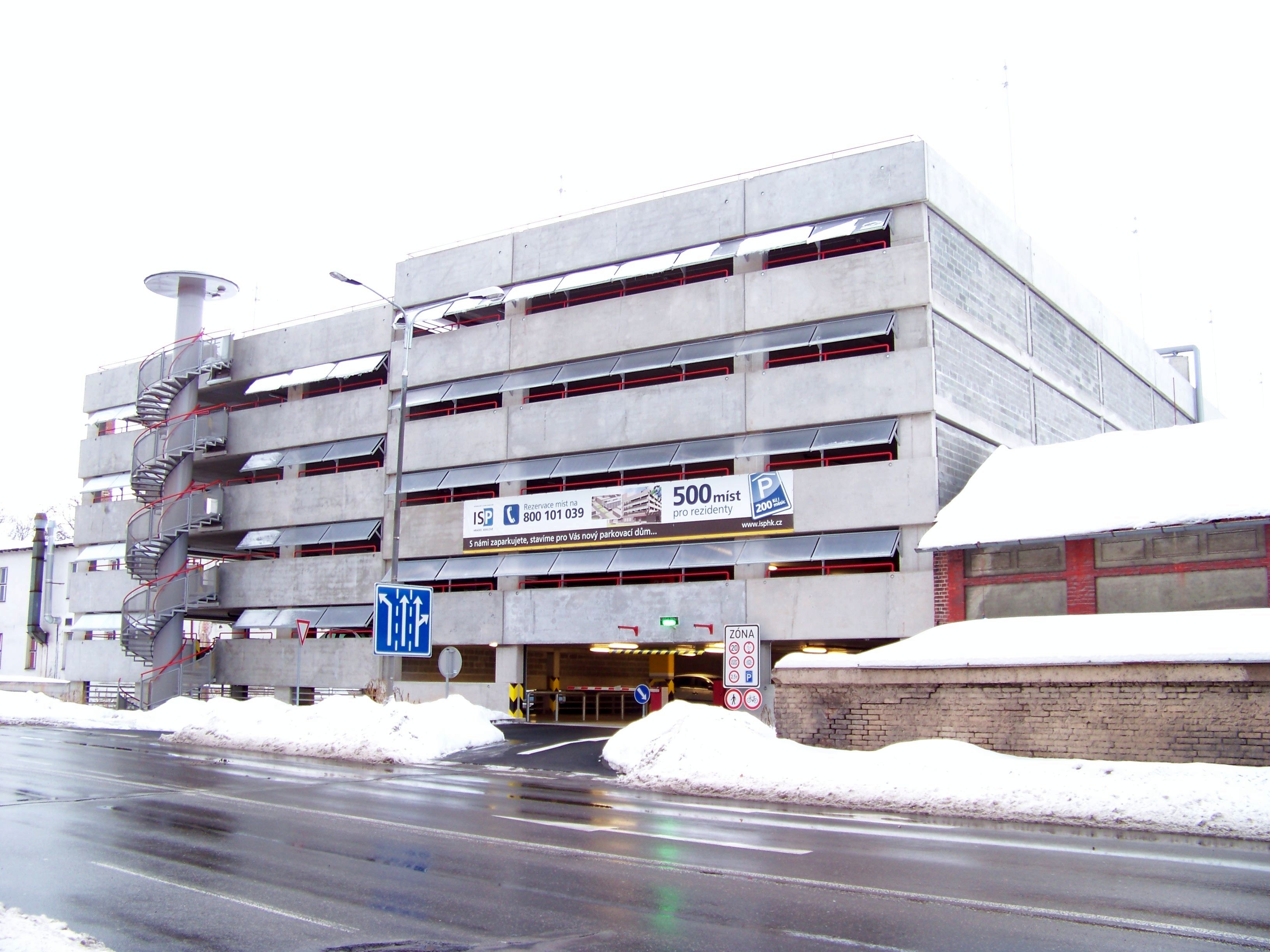
Một bãi đậu xe nhiều tầng ở Hradec Králové

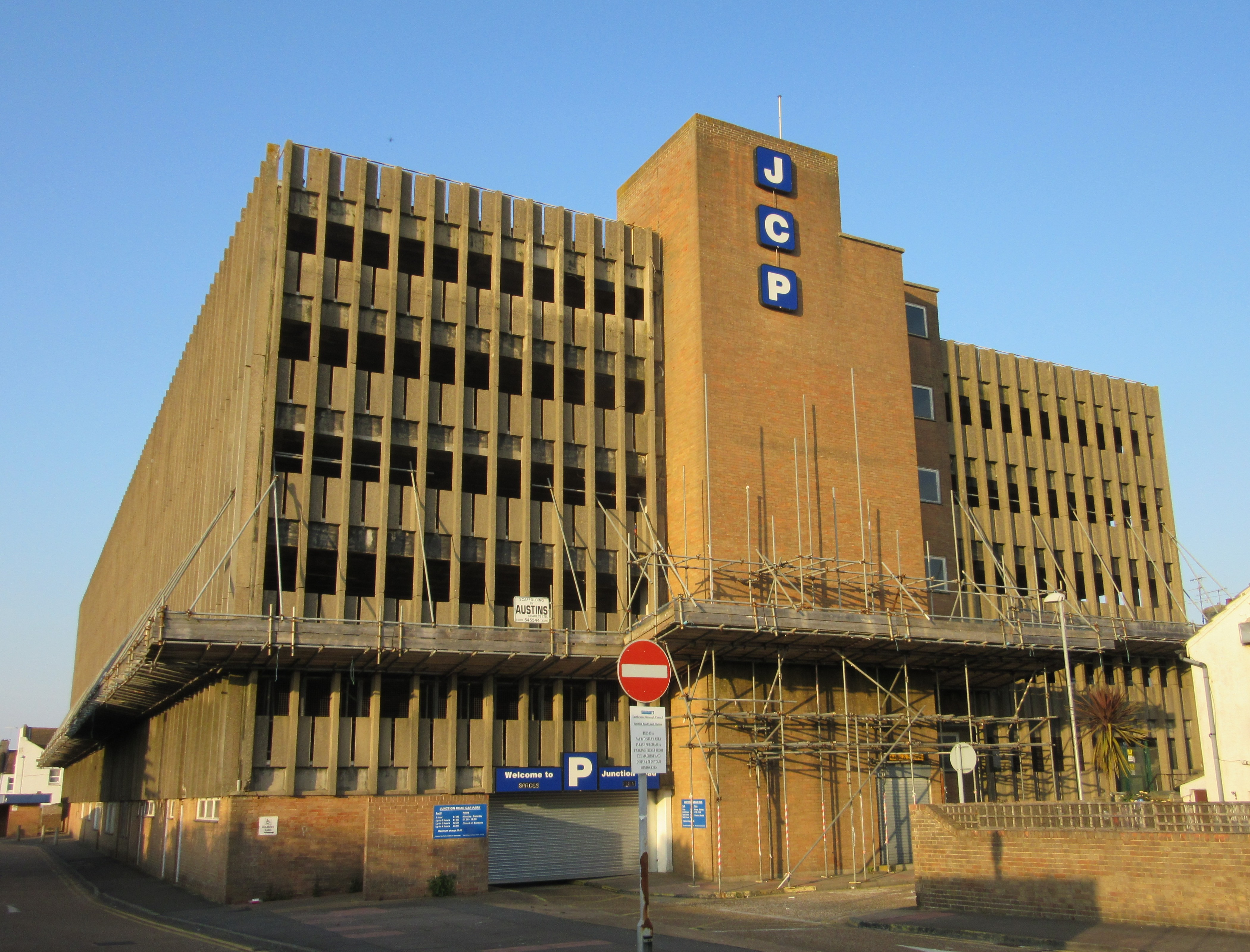
Một bãi đậu xe nhiều tầng ở Eastbourne

Bãi đậu xe nhiều tầng hay bãi giữ/đỗ xe nhiều tầng (tiếng Anh: multistory car park hoặc parking garage) là một tòa nhà được thiết kế để đỗ xe hơi và có một số tầng hoặc nhiều bậc độ cao được dùng để đậu xe. Nó thực chất là một bãi đậu xe trong nhà, được xếp chồng lên nhau.

## Lịch sử

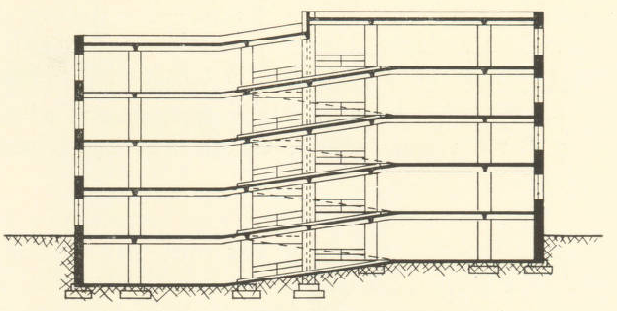
Một bản vẽ vào khoảng năm 1929 cho thấy một mặt cắt ngang của một bãi đậu xe nhiều tầng điển hình của thời kỳ đó, sử dụng thiết kế của Motoramp.

Bãi đậu xe nhiều tầng được biết đến sớm nhất được khai trương vào tháng 5 năm 1901 bởi Công ty vận chuyển điện City & Suburban tại số 6 đường Denman, trung tâm Luân Đôn. Vị trí này có không gian cho 100 xe trên bảy tầng, tổng diện tích 19.000 feet vuông. Cùng một công ty đã mở một địa điểm thứ hai vào năm 1902 cho 230 xe.
Bãi đậu xe nhiều tầng được biết đến sớm nhất ở Hoa Kỳ được xây dựng vào năm 1918 cho khách sạn La Salle tại số 215 phố West Washington ở khu vực West Loop thuộc trung tâm thành phố Chicago, Illinois. Nó được thiết kế bởi Holabird và Roche. Khách sạn La Salle đã bị phá hủy vào năm 1976, nhưng cấu trúc bãi đậu xe vẫn còn vì nó đã được chỉ định là cột mốc và cấu trúc này nằm cách khách sạn vài dãy nhà. Nó đã bị phá hủy vào năm 2005 sau khi không còn được công nhận là cột mốc của thành phố Chicago. Một tòa tháp căn hộ cao 49 tầng, 215 West, đã thay thế, cũng có một bãi đậu xe nhiều tầng.

## Thiết kế

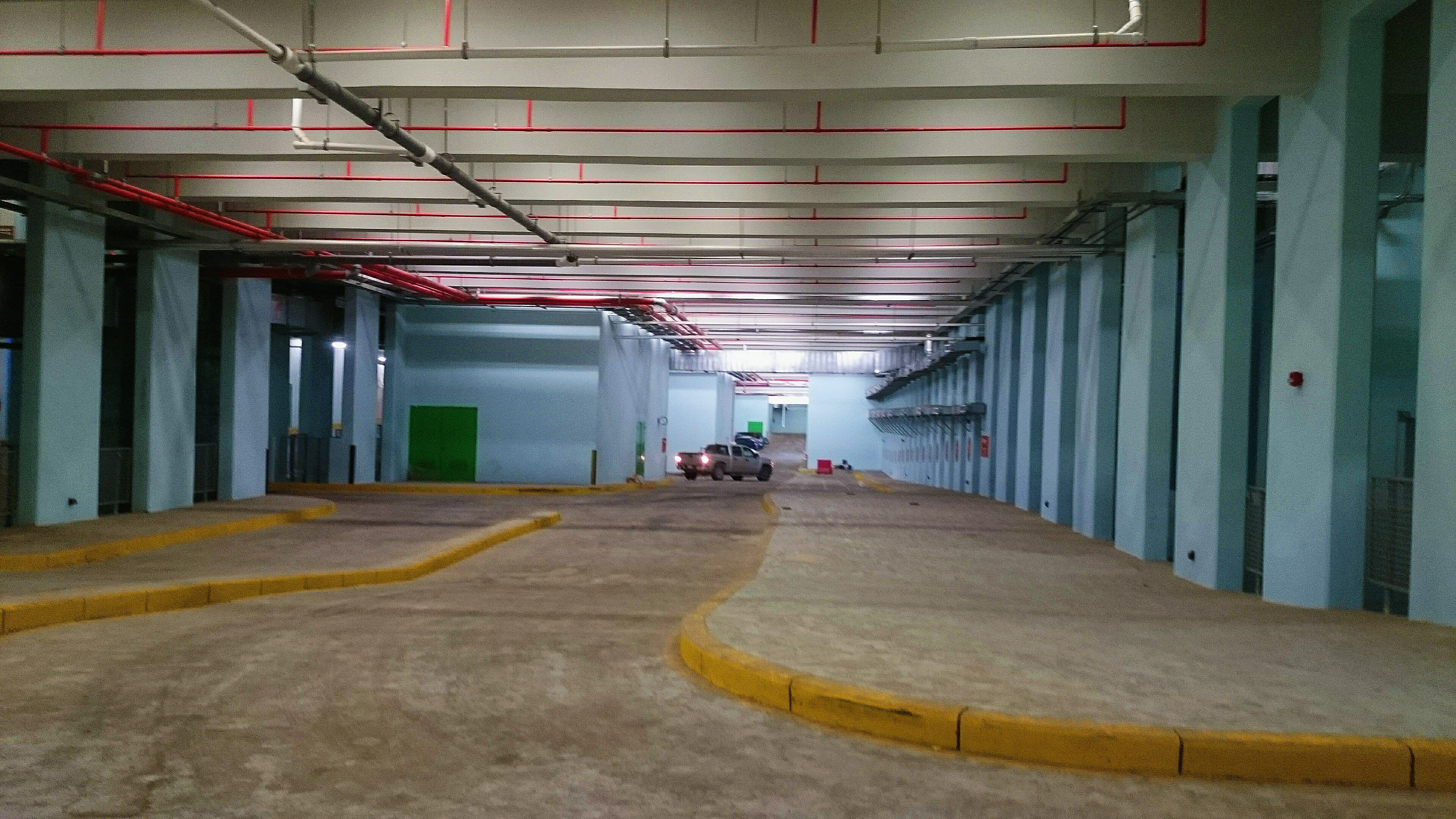
Tầng hầm để xe

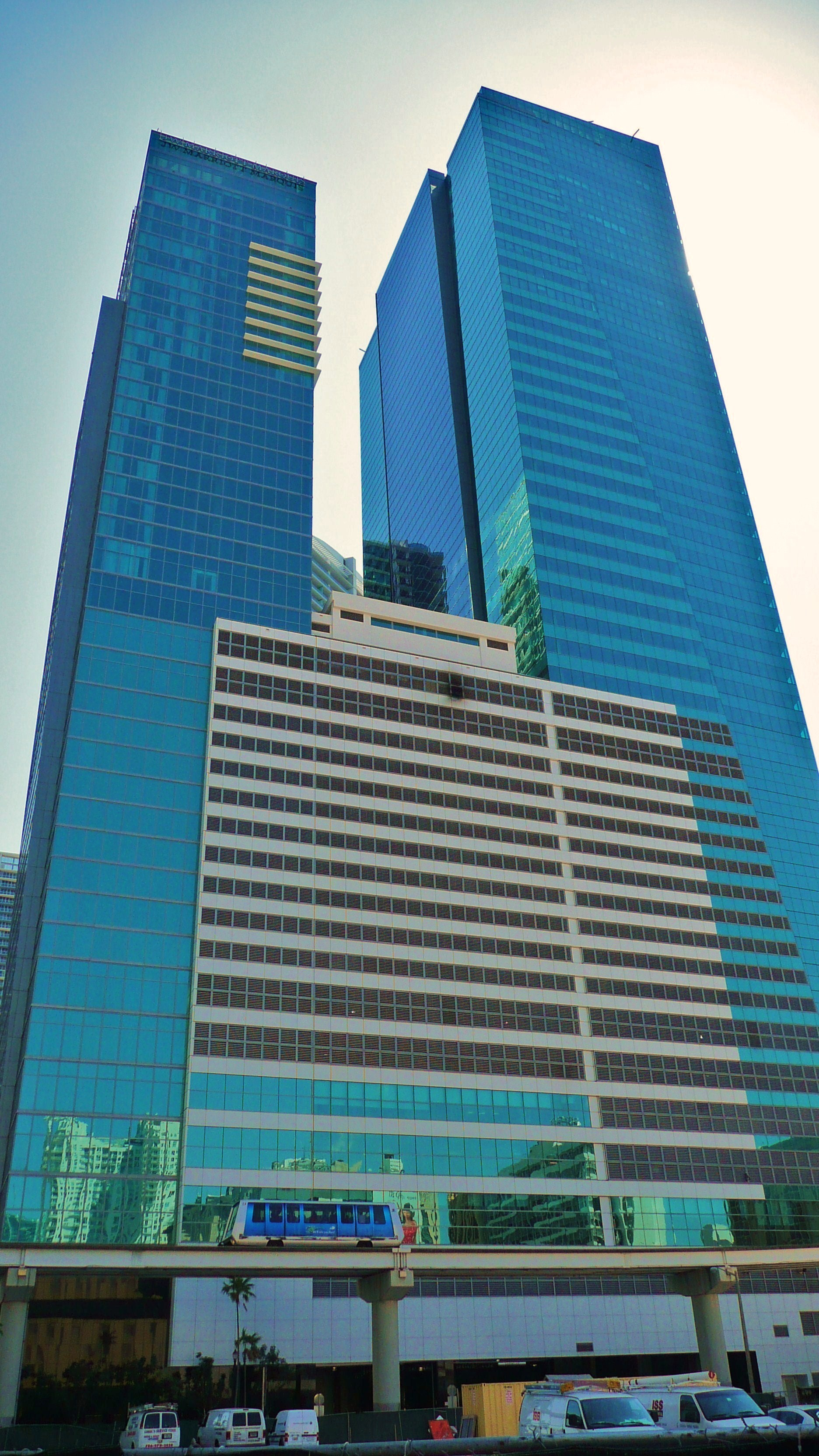
Một bãi đậu xe nhiều tầng lớn, hầu hết được bao quanh tạo thành cơ sở hoặc "bệ đỡ" của hai tòa nhà cao tầng được kết nối. Với gần 20 tầng và hơn 200 ft, đó là một bãi đậu xe đặc biệt lớn bao gồm một phần đáng kể của tòa nhà.

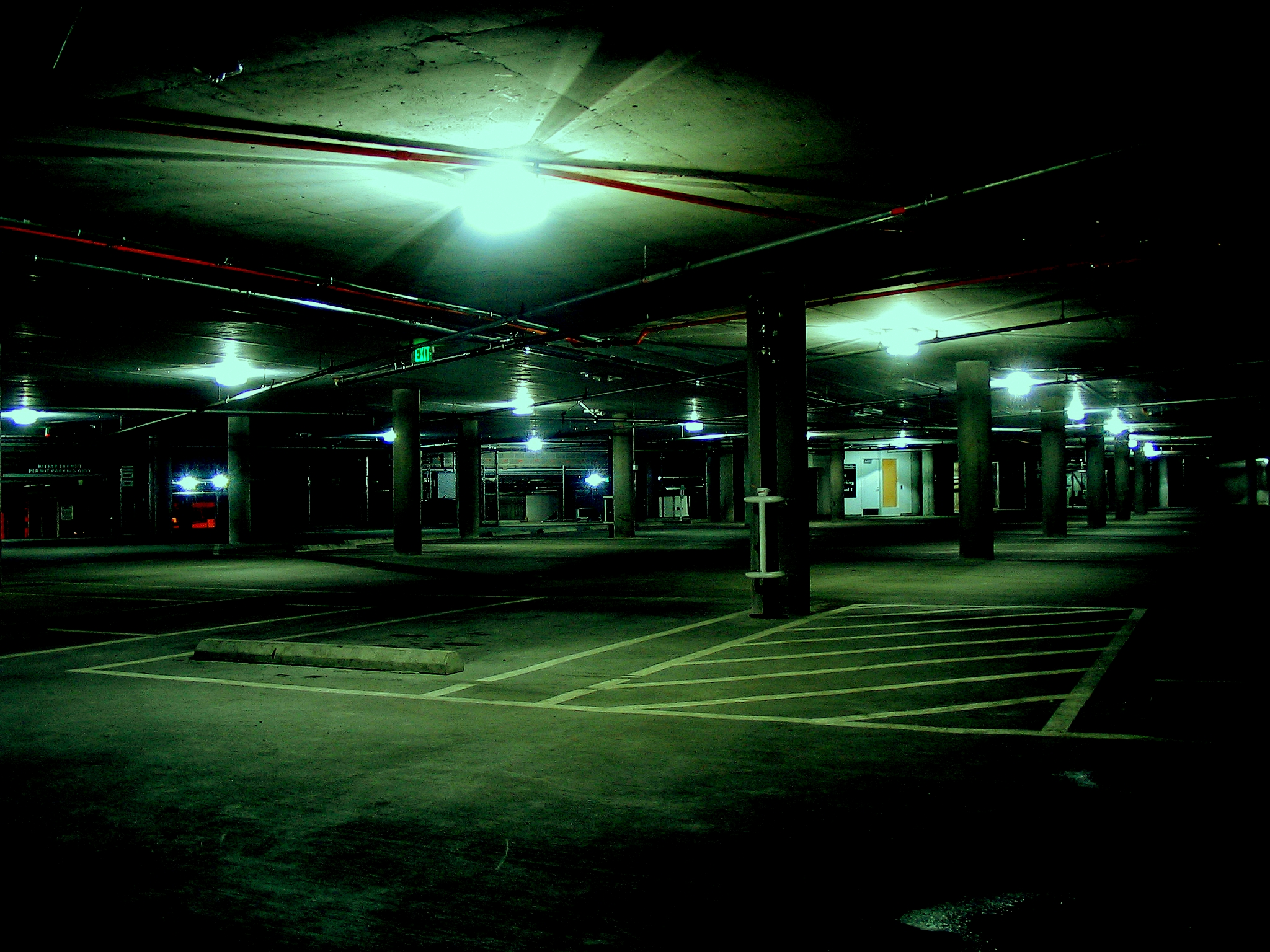
Bên trong của một bãi đậu xe nhiều tầng

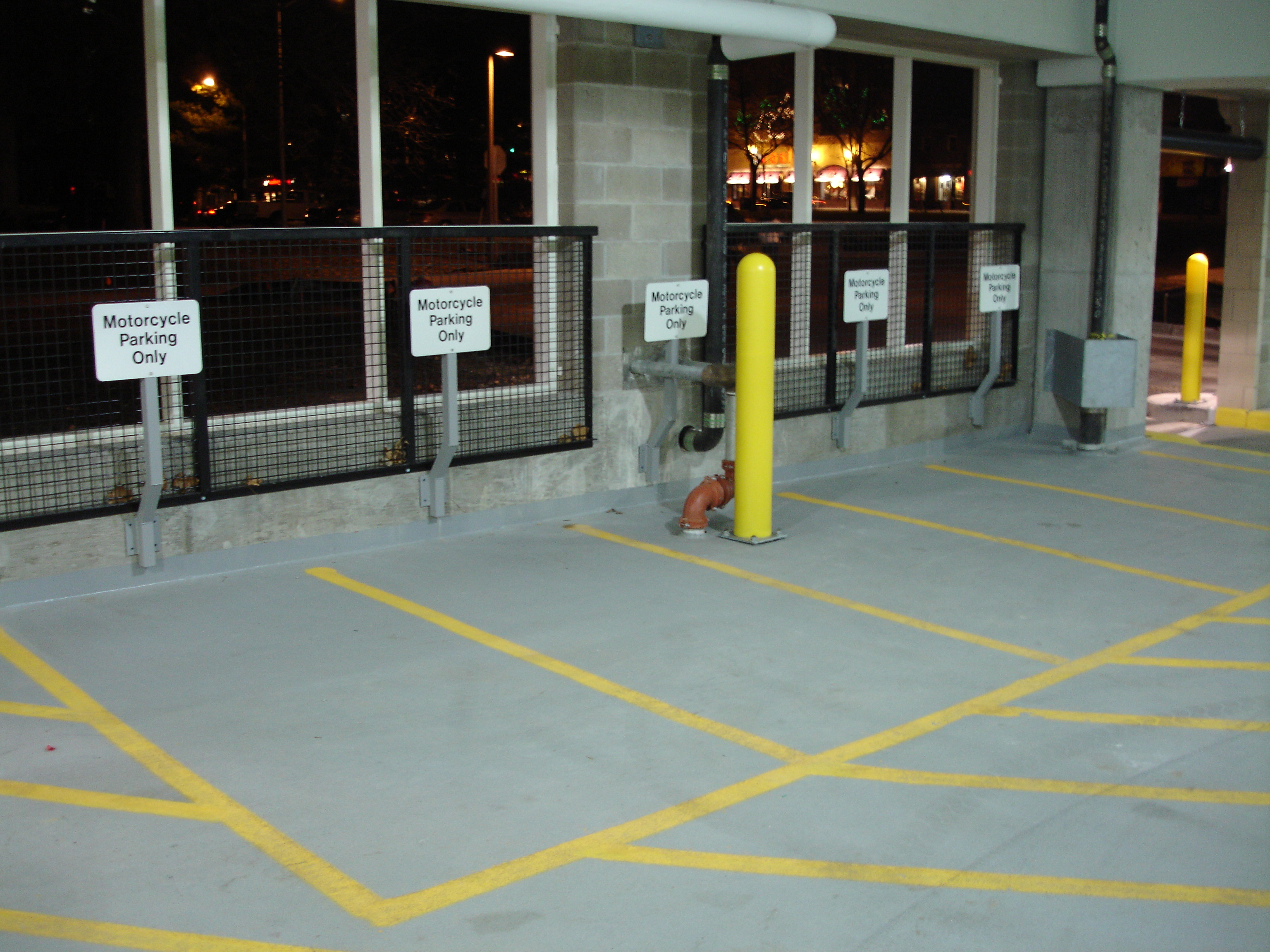
Bãi đỗ xe máy bên trong bãi đỗ xe nhiều tầng

Sự di chuyển của các phương tiện giữa các tầng có thể diễn ra bằng cách:
- Con dốc bên trong bãi đậu xe - loại phổ biến nhất
- Dường dốc bên ngoài - có thể có dạng một đường dốc tròn xoắn
- Thang máy xe - ít phổ biến nhất
- Hệ thống robot tự động - kết hợp đường dốc và thang máy.

Trường hợp bãi đỗ xe được xây dựng trên đất dốc, nó có thể bị chia đôi hoặc có bãi đỗ xe dốc.